# Calgary Stampeders

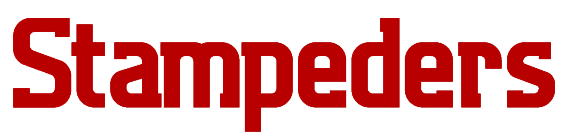

Calgary Stampeders je profesionální tým kanadského fotbalu, který vznik v roce 1945 ve městě Calgary a působí v jižní divizi Kanadské Fotbalové Ligy (CFL). Domácí stadión týmu Stampeders je McMahom Stadium. Klub kanadského fotbalu v Calgary existoval už v roce 1909 a hrál již neexistující ligu Canadian Rugby Football League. Stampeders vyhráli celkem 8 Grey Cupů. Velkým rivalem tohoto týmu jsou Eskimos z Edmontonu; jedná se o provinciční rivalitu mezi oběma týmy.